# Pinet
Pour les articles homonymes, voir Pinet (homonymie).
Pinet est une commune française située dans le sud du département de l'Hérault, en région Occitanie.
Exposée à un climat méditerranéen, elle est drainée par le ruisseau de Soupié.
Pinet est une commune rurale qui compte 2 012 habitants en 2022, après avoir connu une forte hausse de la population depuis 1975. Ses habitants sont appelés les Pinetois et Pinetoises.

## Géographie

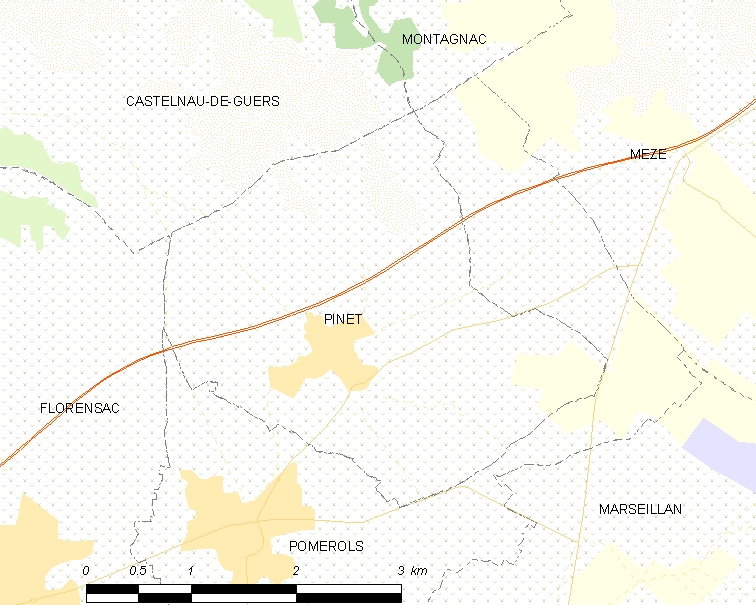
Carte.

Située au creux d'un vallon, cette commune est une productrice de bon vin. Le village est entouré de vignes à perte de vue. Le Picpoul qu'elles produisent est le vin idéal pour déguster les fruits de mer de l'étang de Thau.
Le village est connu pour sa côte qui départage les coureurs cyclistes lors de la course du Midi libre.
Certes l'autoroute passe au nord du village, elle n'est cependant pas audible dans la majorité de la commune. L'étang de Thau au sud du village est un lieu de pêche pour crustacés et offre de magnifiques points de vue.
Le village est à 25 minutes de la ville d'Agde, haut lieu de sorties pour les jeunes Pinétois.
Village le plus proche : Pomérols, 2 km.
Gendarmerie la plus proche : Florensac, 4,7 km par le chemin de la Gardie, 6 km par la départementale.
Hôpital le plus proche : 
- Hôpital de campagne de Pézenas 13 km,
- Centre hospitalier de Sète, 3/4 d'heure de route en direction de Mèze.

Collège de rattachement : Marseillan, 2 bus par jour pour s'y rendre, plusieurs bus retour par jour.
Lycée de rattachement : Agde 18 km, ou Pézenas sur dérogation.

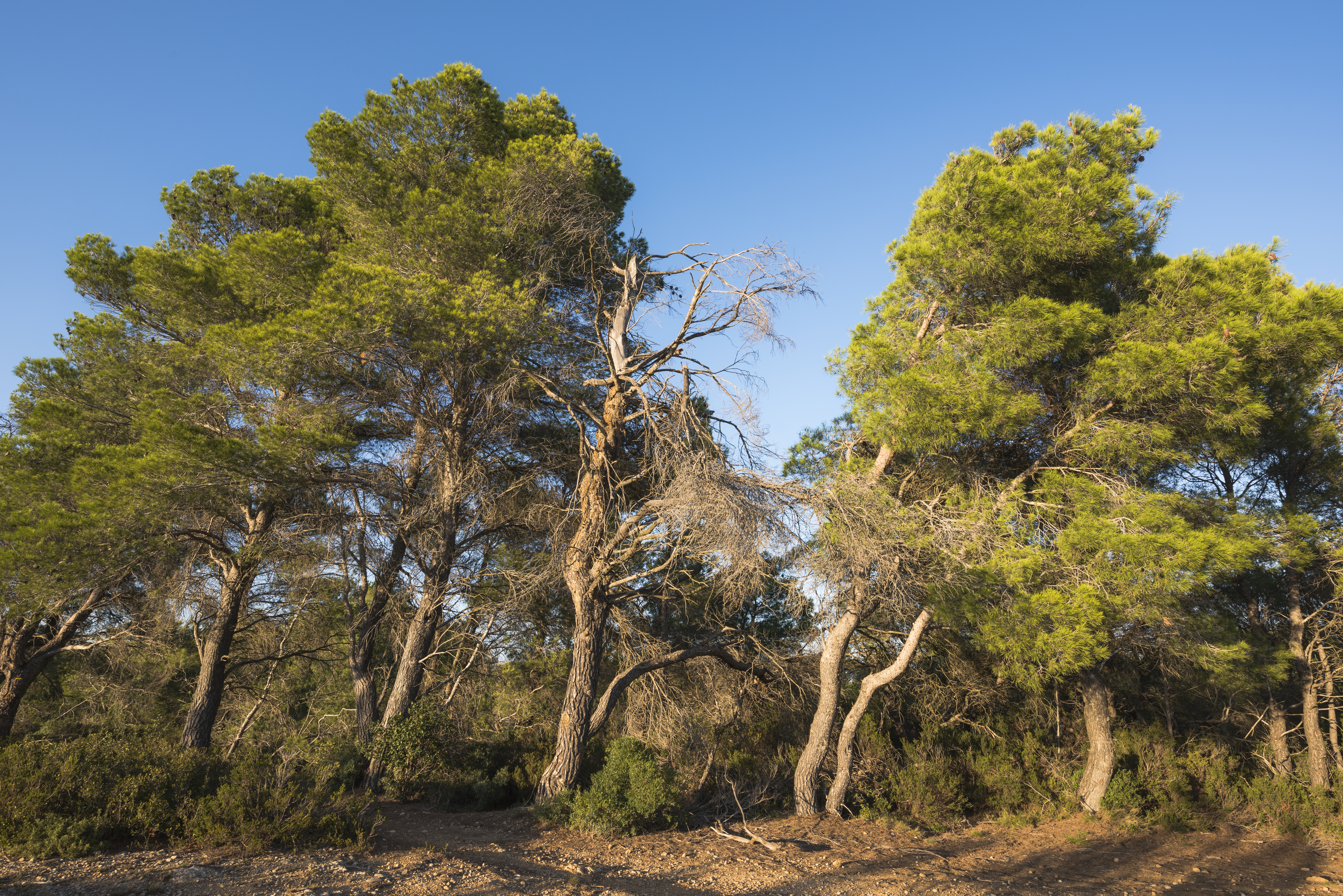
Un bosquet de Pins d'Alep.

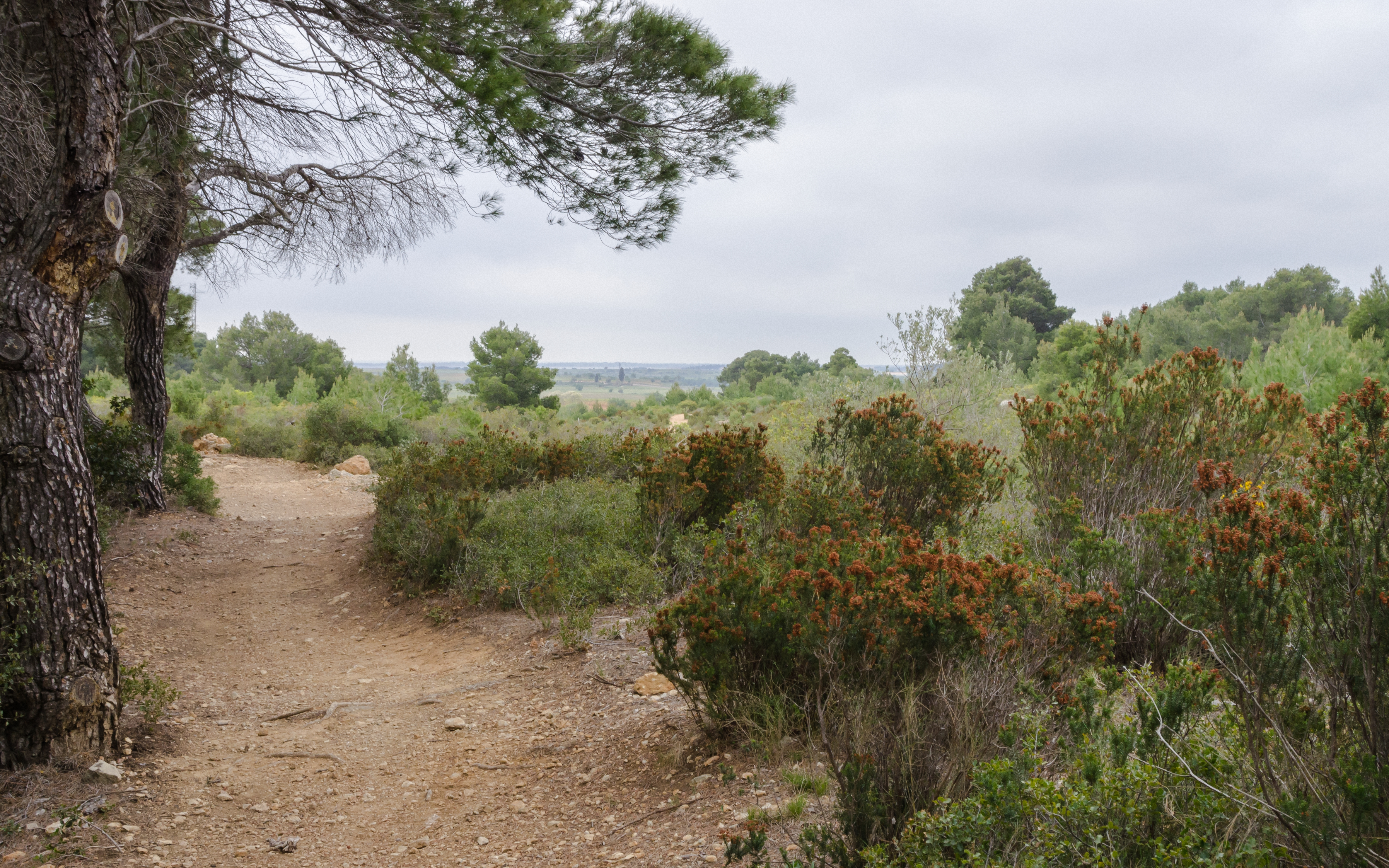
Sentier.

### Communes limitrophes
Les communes de Mèze et de Marseillan sont séparées de quelques mètres par la commune de Pomérols.
|           | Castelnau-de-Guers | Montagnac (par un quadripoint) |
| Florensac | Pinet              | Pomérols                       |
|           | Pomérols           |                                |

### Climat
Pour des articles plus généraux, voir Climat de l'Occitanie et Climat de l'Hérault.
En 2010, le climat de la commune est de type climat méditerranéen franc, selon une étude s'appuyant sur une série de données couvrant la période 1971-2000. En 2020, Météo-France publie une typologie des climats de la France métropolitaine dans laquelle la commune est exposée à un climat méditerranéen et est dans la région climatique  Provence, Languedoc-Roussillon, caractérisée par une pluviométrie faible en été, un très bon ensoleillement (2 600 h/an), un été chaud (21,5 °C), un air très sec en été, sec en toutes saisons, des vents forts (fréquence de 40 à 50 % de vents > 5 m/s) et peu de brouillards.
Pour la période 1971-2000, la température annuelle moyenne est de 14,8 °C, avec une amplitude thermique annuelle de 15,9 °C. Le cumul annuel moyen de précipitations est de 628 mm, avec 5,5 jours de précipitations en janvier et 2,5 jours en juillet. Pour la période 1991-2020, la température moyenne annuelle observée sur la station météorologique la plus proche, située sur la commune de Marseillan à 5 km à vol d'oiseau, est de 15,3 °C et le cumul annuel moyen de précipitations est de 517,7 mm,. Pour l'avenir, les paramètres climatiques de la commune estimés pour 2050 selon différents scénarios d’émission de gaz à effet de serre sont consultables sur un site dédié publié par Météo-France en novembre 2022.

### Milieux naturels et biodiversité
Aucun espace naturel présentant un intérêt patrimonial n'est recensé sur la commune dans l'inventaire national du patrimoine naturel,,.

## Urbanisme

### Typologie
Au 1er janvier 2024, Pinet est catégorisée bourg rural, selon la nouvelle grille communale de densité à sept niveaux définie par l'Insee en 2022.
Elle est située hors unité urbaine et hors attraction des villes,.

### Occupation des sols
L'occupation des sols de la commune, telle qu'elle ressort de la base de données européenne d’occupation biophysique des sols Corine Land Cover (CLC), est marquée par l'importance des territoires agricoles (90,1 % en 2018), en diminution par rapport à 1990 (93,4 %). La répartition détaillée en 2018 est la suivante : 
cultures permanentes (78,8 %), zones agricoles hétérogènes (9,2 %), zones urbanisées (7,3 %), espaces verts artificialisés, non agricoles (2,5 %), terres arables (2,1 %). L'évolution de l’occupation des sols de la commune et de ses infrastructures peut être observée sur les différentes représentations cartographiques du territoire : la carte de Cassini (XVIIIe siècle), la carte d'état-major (1820-1866) et les cartes ou photos aériennes de l'IGN pour la période actuelle (1950 à aujourd'hui).

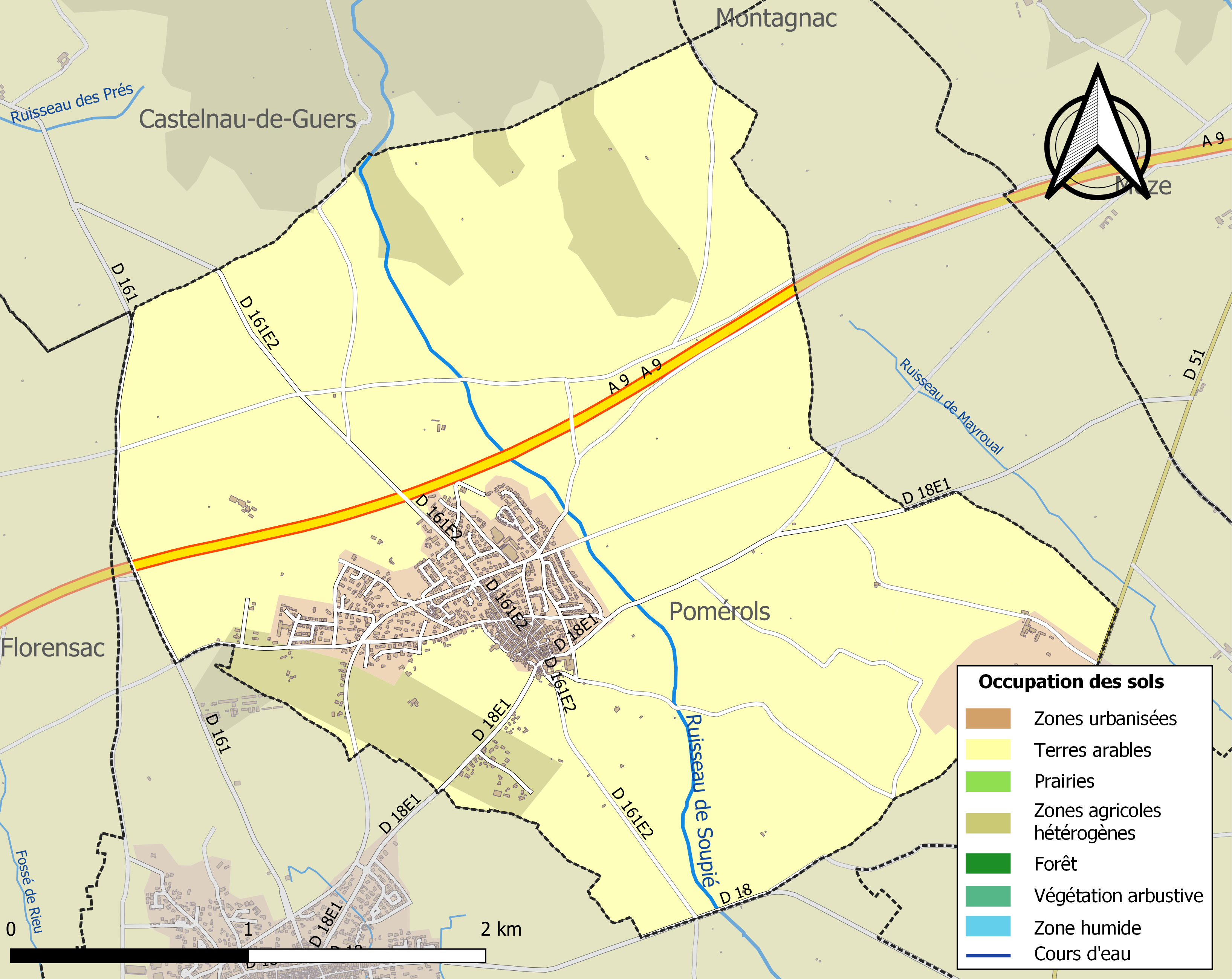
Carte des infrastructures et de l'occupation des sols de la commune en 2018 (CLC).

### Risques majeurs
Le territoire de la commune de Pinet est vulnérable à différents aléas naturels : météorologiques (tempête, orage, neige, grand froid, canicule ou sécheresse), inondations, feux de forêts et séisme (sismicité faible). Il est également exposé à un risque technologique, le transport de matières dangereuses. Un site publié par le BRGM permet d'évaluer simplement et rapidement les risques d'un bien localisé soit par son adresse soit par le numéro de sa parcelle.

#### Risques naturels
Certaines parties du territoire communal sont susceptibles d’être affectées par le risque d’inondation par débordement de cours d'eau, notamment le ruisseau de Soupié. La commune a été reconnue en état de catastrophe naturelle au titre des dommages causés par les inondations et coulées de boue survenues en 1982, 1984, 1997, 2014, 2016 et 2019,.
Pinet est exposée au risque de feu de forêt. Un plan départemental de protection des forêts contre les incendies (PDPFCI) a été approuvé en juin 2013 et court jusqu'en 2022, où il doit être renouvelé. Les mesures individuelles de prévention contre les incendies sont précisées par deux arrêtés préfectoraux et s’appliquent dans les zones exposées aux incendies de forêt et à moins de 200 mètres de celles-ci. L’arrêté du 25 avril 2002 réglemente l'emploi du feu en interdisant notamment d’apporter du feu, de fumer et de jeter des mégots de cigarette dans les espaces sensibles et sur les voies qui les traversent sous peine de sanctions. L'arrêté du 11 mars 2013 rend le débroussaillement obligatoire, incombant au propriétaire ou ayant droit,.

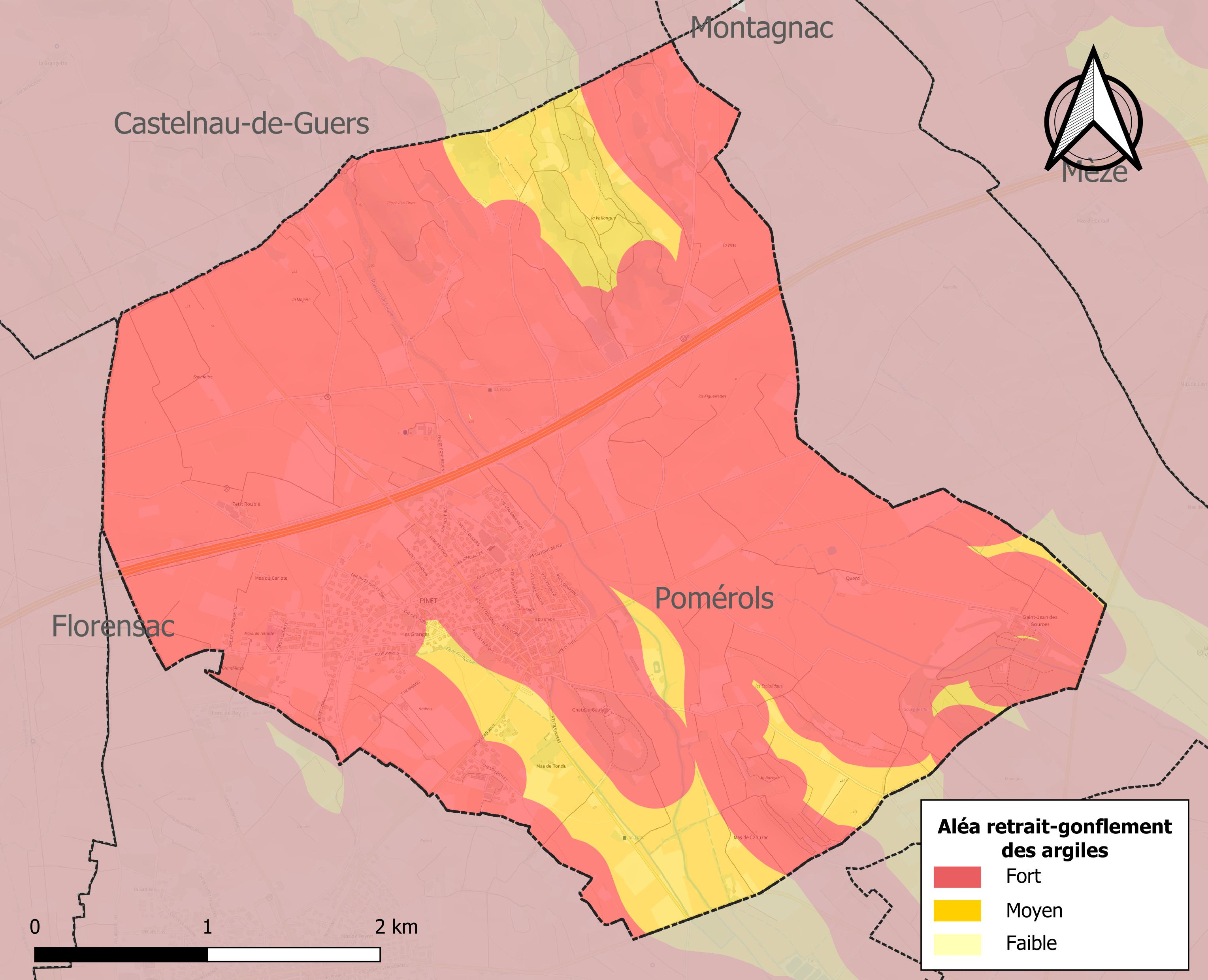
Carte des zones d'aléa retrait-gonflement des sols argileux de Pinet.

Le retrait-gonflement des sols argileux est susceptible d'engendrer des dommages importants aux bâtiments en cas d’alternance de périodes de sécheresse et de pluie. La totalité de la commune est en aléa moyen ou fort (59,3 % au niveau départemental et 48,5 % au niveau national). Sur les 814 bâtiments dénombrés sur la commune en 2019, 814 sont en aléa moyen ou fort, soit 100 %, à comparer aux 85 % au niveau départemental et 54 % au niveau national. Une cartographie de l'exposition du territoire national au retrait gonflement des sols argileux est disponible sur le site du BRGM,.
Par ailleurs, afin de mieux appréhender le risque d’affaissement de terrain, l'inventaire national des cavités souterraines permet de localiser celles situées sur la commune.

#### Risques technologiques
Le risque de transport de matières dangereuses sur la commune est lié à sa traversée par des infrastructures routières ou ferroviaires importantes ou la présence d'une canalisation de transport d'hydrocarbures. Un accident se produisant sur de telles infrastructures est susceptible d’avoir des effets graves sur les biens, les personnes ou l'environnement, selon la nature du matériau transporté. Des dispositions d’urbanisme peuvent être préconisées en conséquence.

## Toponymie
Soit du collectif latin pinetum, "bois de pins, pinède", de pinus ; soit avec le diminutif français -et : "petit pin, jeune pin". [réf. souhaitée]

## Histoire

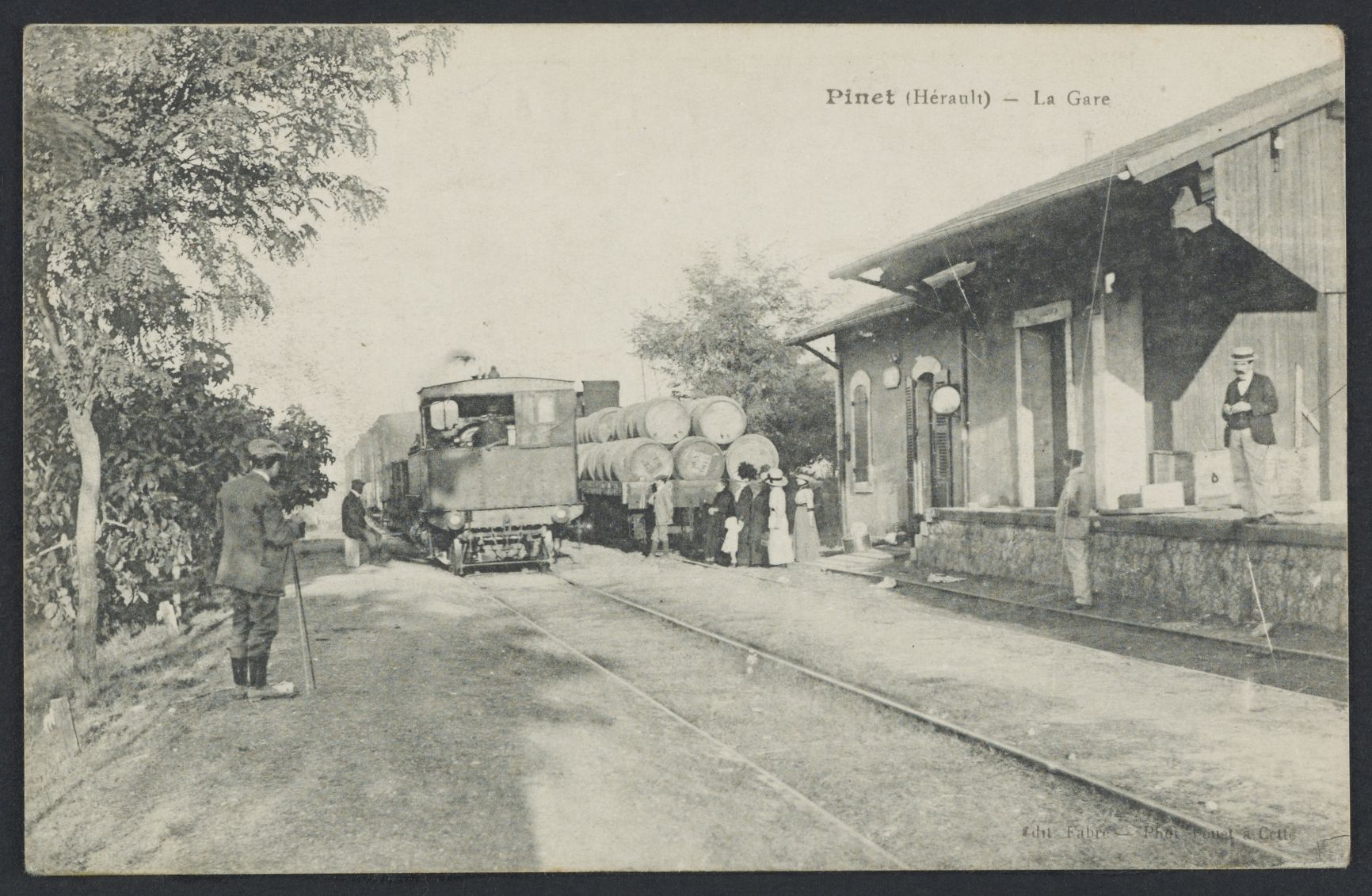
Carte postale de la gare de Pinet (début XX^{e} siècle)

## Démographie
L'évolution du nombre d'habitants est connue à travers les recensements de la population effectués dans la commune depuis 1793. Pour les communes de moins de 10 000 habitants, une enquête de recensement portant sur toute la population est réalisée tous les cinq ans, les populations de référence des années intermédiaires étant quant à elles estimées par interpolation ou extrapolation. Pour la commune, le premier recensement exhaustif entrant dans le cadre du nouveau dispositif a été réalisé en 2005.

En 2022, la commune comptait 2 012 habitants, en évolution de +23,89 % par rapport à 2016 (Hérault : +7,49 %, France hors Mayotte : +2,11 %).
| 1793 | 1800 | 1806 | 1821 | 1831 | 1836 | 1841 | 1846 | 1851 |
| ---- | ---- | ---- | ---- | ---- | ---- | ---- | ---- | ---- |
| 238  | 328  | 349  | 462  | 501  | 518  | 488  | 551  | 556  |

| 1856 | 1861 | 1866 | 1872 | 1876 | 1881 | 1886 | 1891 | 1896 |
| ---- | ---- | ---- | ---- | ---- | ---- | ---- | ---- | ---- |
| 592  | 651  | 733  | 774  | 822  | 648  | 614  | 645  | 690  |

| 1901 | 1906 | 1911 | 1921 | 1926 | 1931 | 1936 | 1946 | 1954 |
| ---- | ---- | ---- | ---- | ---- | ---- | ---- | ---- | ---- |
| 782  | 801  | 852  | 965  | 931  | 915  | 904  | 823  | 808  |

| 1962 | 1968 | 1975 | 1982 | 1990 | 1999 | 2005  | 2006  | 2010  |
| ---- | ---- | ---- | ---- | ---- | ---- | ----- | ----- | ----- |
| 806  | 814  | 805  | 827  | 904  | 990  | 1 183 | 1 205 | 1 402 |

| 2015  | 2020  | 2022  | - | - | - | - | - | - |
| ----- | ----- | ----- | - | - | - | - | - | - |
| 1 548 | 1 987 | 2 012 | - | - | - | - | - | - |

## Économie

### Revenus
En 2018, la commune compte 747 ménages fiscaux, regroupant 1 810 personnes. La médiane du revenu disponible par unité de consommation est de 19 740 € (20 330 € dans le département).

### Emploi
|                | 2008   | 2013   | 2018   |
| -------------- | ------ | ------ | ------ |
| Commune        | 10,5 % | 12,7 % | 10,5 % |
| Département    | 10,1 % | 11,9 % | 12 %   |
| France entière | 8,3 %  | 10 %   | 10 %   |

En 2018, la population âgée de 15 à 64 ans s'élève à 1 092 personnes, parmi lesquelles on compte 82,1 % d'actifs (71,6 % ayant un emploi et 10,5 % de chômeurs) et 17,9 % d'inactifs,. En  2018, le taux de chômage communal (au sens du recensement) des 15-64 ans est inférieur à celui du département, mais supérieur à celui de la France, alors qu'en 2008 il était supérieur à celui du département.
La commune est hors attraction des villes,. Elle compte 315 emplois en 2018, contre 227 en 2013 et 210 en 2008. Le nombre d'actifs ayant un emploi résidant dans la commune est de 794, soit un indicateur de concentration d'emploi de 39,7 % et un taux d'activité parmi les 15 ans ou plus de 63,4 %.
Sur ces 794 actifs de 15 ans ou plus ayant un emploi, 189 travaillent dans la commune, soit 24 % des habitants. Pour se rendre au travail, 87,8 % des habitants utilisent un véhicule personnel ou de fonction à quatre roues, 0,6 % les transports en commun, 7,6 % s'y rendent en deux-roues, à vélo ou à pied et 4,1 % n'ont pas besoin de transport (travail au domicile).

### Activités hors agriculture

#### Secteurs d'activités
138 établissements sont implantés  à Pinet au 31 décembre 2019. Le tableau ci-dessous en détaille le nombre par secteur d'activité et compare les ratios avec ceux du département,.
| Secteur d'activité                                                                                        | Commune | Commune | Département |
| Secteur d'activité                                                                                        | Nombre  | %       | %           |
| --- | ------- | ------- | ----------- |
| Ensemble                                                                                                  | 138     | 100 %   | (100 %)     |
| Industrie manufacturière, industries extractives et autres                                                | 12      | 8,7 %   | (6,7 %)     |
| Construction                                                                                              | 37      | 26,8 %  | (14,1 %)    |
| Commerce de gros et de détail, transports, hébergement et restauration                                    | 36      | 26,1 %  | (28 %)      |
| Information et communication                                                                              | 1       | 0,7 %   | (3,3 %)     |
| Activités financières et d'assurance                                                                      | 2       | 1,4 %   | (3,2 %)     |
| Activités immobilières                                                                                    | 6       | 4,3 %   | (5,3 %)     |
| Activités spécialisées, scientifiques et techniques et activités de services administratifs et de soutien | 18      | 13 %    | (17,1 %)    |
| Administration publique, enseignement, santé humaine et action sociale                                    | 13      | 9,4 %   | (14,2 %)    |
| Autres activités de services                                                                              | 13      | 9,4 %   | (8,1 %)     |

Le secteur de la construction est prépondérant sur la commune puisqu'il représente 26,8 % du nombre total d'établissements de la commune (37 sur les 138 entreprises implantées  à Pinet), contre 14,1 % au niveau départemental.

#### Entreprises et commerces
Les cinq entreprises ayant leur siège social sur le territoire communal qui génèrent le plus de chiffre d'affaires en 2020 sont : 
- Cave De L'ormarine, commerce de gros (commerce interentreprises) de boissons (14 979 k€)
- CMP Topo, activité des géomètres (430 k€)
- Inter Eaux, commerce de gros (commerce interentreprises) d'appareils sanitaires et de produits de décoration (260 k€)
- Deuxc Bois, travaux de menuiserie bois et PVC (192 k€)
- Farenq, construction de maisons individuelles (149 k€)

### Agriculture
La commune est dans la « Plaine viticole », une petite région agricole occupant la bande côtière du département de l'Hérault. En 2020, l'orientation technico-économique de l'agriculture  sur la commune est la viticulture.
|               | 1988  | 2000 | 2010 | 2020 |
| ------------- | ----- | ---- | ---- | ---- |
| Exploitations | 99    | 102  | 81   | 72   |
| SAU (ha)      | 1 045 | 944  | 952  | 839  |

Le nombre d'exploitations agricoles en activité et ayant leur siège dans la commune est passé de 99 lors du recensement agricole de 1988  à 102 en 2000 puis à 81 en 2010 et enfin à 72 en 2020, soit une baisse de 27 % en 32 ans. Le même mouvement est observé à l'échelle du département qui a perdu pendant cette période 67 % de ses exploitations,. La surface agricole utilisée sur la commune a également diminué, passant de 1045 ha en 1988 à 839 ha en 2020. Parallèlement la surface agricole utilisée moyenne par exploitation a augmenté, passant de 11 à 12 ha.

## Culture locale et patrimoine

### Lieux et monuments
- Dans l'église Saint-Siméon-le-Stylite, récemment rénovée, une magnifique crèche animée est visible toute l'année. Elle est une image de la vie du village.
- La cave coopérative est une véritable fourmilière d'activité à la saison des vendanges.
- Une jolie place de la mairie est très agréable en plein centre du village pour profiter de l'air frais au bord de la fontaine.
- La place du Mail est l'endroit où tous les étés, lors de la fête du village, de multiples animations sont organisées, notamment des jeux de vachettes et jeux traditionnels équestres.
- Le château de Pinet est construit au début du XXe siècle par l'architecte bordelais Garros, dans un style néorenaissance anglaise, pour Ludovic Gaujal. Il s'inspire pour cela du château de Libouriac construit en 1885 pour les parents de Ludovic Gaujal à Béziers. Il s'agit de l'un des tout derniers châteaux construits dans la région, la mode se tournant vers des demeures plus commodes à habiter. Les Gaujal sont présents à Pinet depuis le XVIIIe siècle et le mariage d'Antoine Gaujal avec Anne Guinard de Pinet.

L'animal totémique de Pinet est la chenille.

#### Crèche animée de Pinet
La crèche animée est située dans l'église Saint-Siméon-le-Stylite. Elle se distingue par ses mécanismes d'animation réalisés à partir de matériaux de récupération et représente des scènes de la vie locale.
La crèche animée a été créée en deux étapes. La première version a été initiée en mars 1975 sur proposition de l'abbé Reboul. Un groupe de Pinétois, mené par Raymond Tarroux, a développé ce premier projet après avoir étudié d'autres crèches de la région. M. Tarroux s'est chargé du mécanisme et des maquettes et M. Villeméjeanne de la réalisation des peintures décoratives.
La version actuelle a quant à elle été construite entre juin et octobre 1976, avec l'ajout de huit nouveaux tableaux.
Après une période d'activité, la crèche est restée hors d'état de fonctionnement pendant une quinzaine d'années. En 2011, sous l'impulsion de l'abbé Jean Barthés, une première restauration a été entreprise par Michel Merleau, avec le soutien de la municipalité et d'artisans locaux. Fin 2022, une nouvelle restauration est effectuée par Bernard Velez et Louis Reynes, permettant à la crèche de retrouver son fonctionnement.
La crèche se caractérise par l'utilisation de Raymond Tarroux de matériaux de récupération pour ses mécanismes. Ceux-ci intègrent notamment des pompes de machine à laver, des roues dentées, des chaînes de bicyclette et des moteurs de machine à café. Le décor comprend une cascade fonctionnelle et un ciel réalisé avec une toile de parachute. L'ensemble est animé par des mécanismes permettant le mouvement des santons. Les tableaux représentent des scènes traditionnelles de la vie locale pinétoise, notamment des scènes de vendange, de chasse, d'attelage des chevaux et de taille de la vigne. Ces scènes sont mises en valeur par des toiles peintes représentant les paysages caractéristiques de la région, incluant la garrigue, la pinède, les croix et fontaines, ainsi que le village avec sa cave coopérative, son église et son hôtel de ville reproduit à l'identique à échelle réduite.
La crèche est visible dans l'église Saint-Siméon-le-Stylite tous les mardis matins et les jours d'office. Afin de pouvoir actionner la crèche une pièce de 50 centimes est requise.

## Jumelages
Pinet est jumelée avec
- Les Coves de Vinromà (Espagne).

### Héraldique
|  | Les armoiries de Pinet se blasonnent ainsi : d'argent à un pieu de sinople |